# Waterbury Center
Waterbury Center statisztikai település az Amerikai Egyesült Államok Vermont államában, Washington megyében. Lakosainak száma 390 fő (2020. április 1.).

## Népesség
A település népességének változása:

| 2020 | 390 |